# Vladimír Varmuža
Vladimír Varmuža (7. února 1915 – 15. září 1975[zdroj⁠?!]) byl český a československý politik Komunistické strany Československa a poúnorový poslanec Národního shromáždění ČSSR a Sněmovny lidu Federálního shromáždění.

## Biografie
Ve volbách roku 1960 byl zvolen za KSČ do Národního shromáždění ČSSR za Jihomoravský kraj. Mandát obhájil ve volbách v roce 1964. V Národním shromáždění zasedal až do konce jeho funkčního období v roce 1968.
K roku 1968 se uvádí profesně jako tajemník Okresního výboru Národní fronty z obvodu Břeclav.
Po federalizaci Československa usedl roku 1969 do Sněmovny lidu Federálního shromáždění (volební obvod Břeclav), kde setrval do konce volebního období parlamentu, tedy do voleb do Sněmovny lidu Federálního shromáždění roku 1971.